# Boerderij van Dorst
Boerderij van Dorst is een Nederlands televisieprogramma van BNNVARA dat wordt uitgezonden op NPO 3. De presentatie van het programma is in handen van Raven van Dorst waarbij elke aflevering twee bekende Nederlanders te gast komen om te helpen op een voor sloop bestemde boerderij in Apeldoorn; er wordt geklust en er zijn persoonlijke gesprekken en interviews.
Het eerste seizoen van het programma werd vanaf woensdagavond 8 september 2021 uitgezonden op NPO 3. Na een eerste seizoen dat bij de kijkers positief werd ontvangen, kreeg het programma in mei 2022 een tweede seizoen dat ditmaal werd uitgezonden op de zondag.

## Seizoenenoverzicht
| Seizoen | Uitzendtijden               | Aantal afleveringen | Start seizoen    | Start seizoen | Einde seizoen    | Einde seizoen | Gemiddelde kijkcijfers |
| Seizoen | Uitzendtijden               | Aantal afleveringen | Datum            | Kijkcijfers   | Datum            | Kijkcijfers   | Gemiddelde kijkcijfers |
| ------- | --------------------------- | ------------------- | ---------------- | ------------- | ---------------- | ------------- | ---------------------- |
| 1       | Woensdag 20:25 – 21:10 uur  | 8                   | 8 september 2021 | 665.000       | 27 oktober 2021  | 663.000       | 713.125                |
| 2       | Zondag 20:20 – 21:10 uur    | 5                   | 29 mei 2022      | 764.000       | 26 juni 2022     | 695.000       | 781.200                |
| 3       | Zondag 21:15 – 22:10 uur    | 5                   | 30 oktober 2022  | 450.000       | 27 november 2022 | 487.000       | 525.600                |
| 4       | Woensdag 20:25 - 21:10 uur  | 4                   | 24 mei 2023      | 663.000       | 21 juni 2023     | 399.000       | 512.250                |
| 5       | Donderdag 20:25 - 21:10 uur | 4                   | 28 november 2023 | 1.059.000     | 26 december 2023 | 713.000       | 917.500                |
| 6       | Woensdag 20:25 - 21:10 uur  | 8                   | 9 oktober 2024   | 1.288.000     | 27 november 2024 | 1.061.000     | 1.033.875              |

## Afleveringen

### Seizoen 1 (2021)
| Aflevering | Uitzenddatum      | Gasten                                   | Kijkcijfers |
| ---------- | ----------------- | ---------------------------------------- | ----------- |
| 1          | 8 september 2021  | Martien Meiland en Caroline van der Plas | 665.000     |
| 2          | 15 september 2021 | Maarten van Rossem en Emma Wortelboer    | 674.000     |
| 3          | 22 september 2021 | Eva Jinek en Marieke Lucas Rijneveld     | 732.000     |
| 4          | 29 september 2021 | Frans Bauer en Ronnie Flex               | 702.000     |
| 5          | 6 oktober 2021    | Filemon Wesselink en Sergio Vyent        | 803.000     |
| 6          | 13 oktober 2021   | Rutger Castricum en Tygo Gernandt        | 781.000     |
| 7          | 20 oktober 2021   | Herman Brusselmans en Koen Kardashian    | 685.000     |
| 8          | 27 oktober 2021   | Heleen van Royen en Stefano Keizers      | 663.000     |

### Seizoen 2 (2022)
Het tweede seizoen ging van start op 29 mei 2022.
| Aflevering | Uitzenddatum | Gasten                              | Kijkcijfers |
| ---------- | ------------ | ----------------------------------- | ----------- |
| 1          | 29 mei 2022  | Hans Klok en Eva Crutzen            | 764.000     |
| 2          | 5 juni 2022  | Anouk en Gordon                     | 913.000     |
| 3          | 12 juni 2022 | Douwe Bob en Katja Schuurman        | 970.000     |
| 4          | 19 juni 2022 | Défano Holwijn en Froukje Veenstra  | 564.000     |
| 5          | 26 juni 2022 | Hanneke Groenteman en Maxim Hartman | 695.000     |

### Seizoen 3 (2022)
Het derde seizoen ging van start op 30 oktober 2022.
| Aflevering | Uitzenddatum     | Gasten                            | Kijkcijfers |
| ---------- | ---------------- | --------------------------------- | ----------- |
| 1          | 30 oktober 2022  | Israel van Dorsten en Jaimie Vaes | 450.000     |
| 2          | 6 november 2022  | Waylon en Frédérique Spigt        | 631.000     |
| 3          | 13 november 2022 | Ferry Doedens en Splinter Chabot  | 530.000     |
| 4          | 20 november 2022 | Simone Weimans en Paul de Leeuw   | 530.000     |
| 5          | 27 november 2022 | Frits Wester en Nilüfer Gündoğan  | 487.000     |

### Seizoen 4 (2023)
Het vierde seizoen ging van start op 24 mei 2023.
| Aflevering | Uitzenddatum | Gasten                              | Kijkcijfers |
| ---------- | ------------ | ----------------------------------- | ----------- |
| 1          | 24 mei 2023  | Theo Maassen en Arnon Grunberg      | 663.000     |
| 2          | 31 mei 2023  | sor en Janny van der Heijden        | 453.000     |
| 3          | 7 juni 2023  | Geraldine Kemper en Hanna van Vliet | 534.000     |
| 4          | 21 juni 2023 | S10 en Bram Krikke                  | 399.000     |

### Seizoen 5 (2023)
Het vijfde seizoen ging van start op 28 november 2023.
| Aflevering | Uitzenddatum     | Gasten                                         | Kijkcijfers |
| ---------- | ---------------- | ---------------------------------------------- | ----------- |
| 1          | 28 november 2023 | Roxeanne Hazes en Nikkie de Jager              | 1.059.000   |
| 2          | 12 december 2023 | Arie Boomsma en Midas Dekkers                  | 1.007.000   |
| 3          | 19 december 2023 | Robert ten Brink en Petri (uit B&B Vol Liefde) | 891.000     |
| 4          | 26 december 2023 | Richard Groenendijk en Numidia                 | 713.000     |

### Seizoen 6 (2024)
Het zesde seizoen startte op 9 oktober 2024.
| Aflevering | Uitzenddatum     | Gasten                                   | Kijkcijfers |
| ---------- | ---------------- | ---------------------------------------- | ----------- |
| 1          | 9 oktober 2024   | Donnie en Sanne Hans                     | 1.288.000   |
| 2          | 16 oktober 2024  | Freddy Tratlehner en Edson da Graça      | 854.000     |
| 3          | 23 oktober 2024  | Henry van Loon en Saskia Noort           | 891.000     |
| 4          | 30 oktober 2024  | Davina Michelle en Henk Schiffmacher     | 941.000     |
| 5          | 6 november 2024  | Lieke Marsman en Francis van Broekhuizen | 969.000     |
| 6          | 13 november 2024 | Maan en Najib Amhali                     | 1.142.000   |
| 7          | 20 november 2024 | Dinand Woesthoff en Olcay Gulsen         | 1.125.000   |
| 8          | 27 november 2024 | Ellen ten Damme en Kaj Gorgels           | 1.061.000   |

## Ontvangst
Het eerste seizoen van het programma ging van start op woensdagavond 8 september 2021. De eerste aflevering werd bekeken door 665.000 kijkers en eindigde daarmee op de zesde plaats van best bekeken programma's van die dag, daarnaast kon het programma rekenen op veelal positieve reacties.
Wegens de positieve ontvangst van het eerste seizoen werd het programma vijf dagen nadat deze was afgerond al verlengd met een tweede seizoen. Door het aanhoudende succes werd het programma hierna nog verlengd met meerdere seizoenen.
Nadat het zesde seizoen in november 2024 werd afgerond, had gast Ellen ten Damme na haar deelname kritiek op het programma. In een interview gaf ze aan dat het programma nep is en grotendeels in scène is gezet. Zo leek het alsof ze zelf kookt en lang over een menu had nagedacht, terwijl in werkelijkheid er eten van de catering op tafel werd gezet.